# Eric Métayer
Éric Métayer (Parigi, 23 gennaio 1958) è un attore, regista e sceneggiatore francese.

## Biografia
Brillante studente di teatro al Cours Florent, Métayer debutta sul grande schermo nel 1981 con il film drammatico Un étrange voyage, diretto da Alain Cavalier. Il suo film Les Chatouilles, interpretato da Karine Viard e Clovis Cornillac, co-diretto da Andréa Bescond, è stato selezionato al Festival di Cannes 2018, per la sezione Un Certain Regard. Métayer è stato sposato con l'attrice Emilie Alibert. Ha tre figli. Dalla relazione con Viviane Marcenaro, è nato Kevin, mentre Juno e Anton sono nati dalla relazione con Andréa Bescond.

## Filmografia
- Un étrange voyage, regia di Alain Cavalier (1981)
- Legittima difesa (Légitime violence), regia di Serge Leroy (1982)
- Y a-t-il un pirate sur l'antenne?, regia di Jean-Claude Roy (1983)
- L'Indic, regia di Serge Leroy (1983)
- Les Clowns de Dieu, regia di Jean Schmidt (1986)
- Paulette, la pauvre petite milliardaire, regia di Claude Confortès (1986)
- Hiver 54, l'abbé Pierre regia di Denis Amar (1989)
- Le mille e una notte (Les Mille et une nuits), regia di Philippe de Broca (1990)
- La belle histoire, regia di Claude Lelouch (1992)
- À l'heure où les grands fauves vont boire, regia di Pierre Jolivet (1993)
- Les Chatouilles, regia di Eric Métayer e Andréa Bescond (2018)
- Quand tu seras grand, regia di Eric Métayer e Andréa Bescond (2023)